# Batalla de les Egusses
La batalla de les Egusses, lliurada el 10 de març del 241 aC, va ser la batalla naval final lliurada entre la flota de Cartago, dirigida per Hannó II el Gran, i la de la República de Roma, encapçalada per Gai Lutaci Càtul, durant la Primera Guerra Púnica. El resultat va ser una victòria romana que va obligar a finalitzar el conflicte, amb l'avantatge de Roma.

## Antecedents
Els anys que van precedir la batalla van ser de relativa calma. Roma no tenia flota, ja que els vaixells que posseïa a l'inici de la guerra havien estat destruïts a la batalla de Drèpana i en la tempesta que va seguir. Cartago, però, va prendre poc avantatge d'aquesta situació. Les hostilitats entre les forces romanes i cartagineses es van estancar gradualment, començant amb operacions a petita escala a Sicília. El general cartaginès Hamílcar Barca es va fer lent al moment de completar el seu avantatge a l'illa i, probablement a causa d'això, en 242 aC Roma va decidir construir una nova flota i recuperar la seva supremacia naval.
Tot i haver pres aquesta resolució, després de vint anys de guerra les finances de la República es trobaven en pèssim estat, les arques monetàries estaven buides. Un moviment popular es va formar ràpidament per contrarestar aquesta dificultat, en una típica forma romana: els ciutadans rics, sols o en grups, van decidir mostrar el seu patriotisme i finançar la construcció d'un vaixell per cada un. El resultat va ser una flota d'aproximadament 200 quinquerrems, construïts i equipats sense despeses públiques.
La nova flota va ser completada en 242 aC i confiada al cònsol Gai Lutaci Càtul. Les derrotes navals sofertes en el passat van servir en aquesta ocasió com inavaluable mostra d'experiència. Les naus romanes eren ara més resistents a les adverses condicions climàtiques, havent abandonat el corb. Lutaci només va haver d'esforçar-se a instruir les tripulacions en maniobres i exercicis abans de deixar aigües segures. El resultat va ser una flota al cim de les seves capacitats militars.
A Cartago, mentrestant, les notícies de les activitats enemigues no van ser rebudes en va. Una nova flota cartaginesa va ser construïda, d'unes 250 naus, sortint al Mediterrani sota el comandament d'Hannó II el Gran (el general derrotat a Acragant i al Cap Ecnomos).

## Batalla

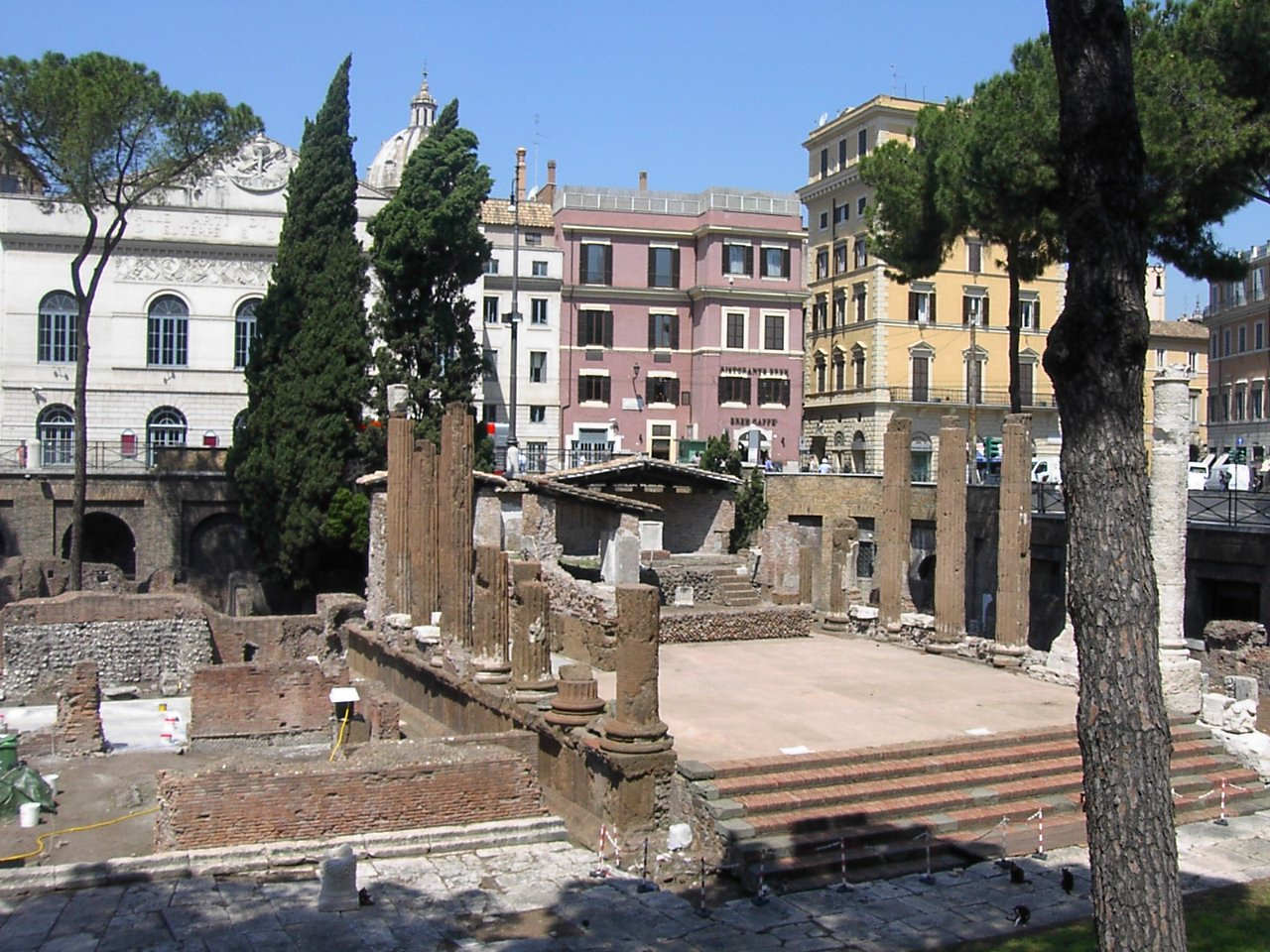
El temple de Llarg di Torre Argentina (Roma), construït per Gai Lutaci Càtul per celebrar la seva victòria a les Egusses.

El primer moviment de Lutaci va ser assetjar la ciutat siciliana de Lilibèon (avui Marsala) una vegada més, bloquejant el seu port i connexió amb Cartago. Es va intentar amb això, aparentment, tallar les línies de comunicació i subministrament d'Hamílcar Barca. Per a la resta de l'any, Lutaci va esperar per la resposta cartaginesa.
L'armada cartaginesa va arribar a alleujar el bloqueig l'any següent 241 aC Hannó es va aturar prop de les Egusses per esperar vents favorables que el portessin a Lilibèon. No obstant això, la flota cartaginesa va ser descoberta per exploradors romans i Lutaci es va veure obligat a abandonar el lloc per enfrontar-se amb els seus enemics.
El matí del 10 de març, el vent va bufar a favor dels cartaginesos i Hannó immediatament va hissar les veles. Lutaci va mesurar el risc que hauria de córrer entre atacar amb el vent en la seva proa i el risc en deixar arribar a Hannó a Sicília per trobar-se amb Hamílcar. Malgrat les condicions desfavorables, el cònsol va decidir interceptar als cartaginesos i ordenar formació de batalla. Va manar treure els pals, veles i qualsevol equip innecessari per fer més lleugeres les naus en aquelles dures condicions. Lutaci no va poder unir-se a la batalla a causa de les lesions ocasionades en un recent combat, llavors en l'actual batalla la flota va passar a mans del seu segon, el pretor Quint Valeri Faltó.
En el següent combat, els romans van obtenir una gran mobilitat i agilitat en l'aigua, a causa dels equips que s'havien privat, els cartaginesos, per la seva banda, estaven carregats amb provisions i equips molt pesats el que li restava mobilitat. A més, les tripulacions cartagineses havien estat reclutades en forma precipitada i molt poc entrenades. L'armada romana va guanyar aviat una bona posició, usant la seva capacitat de mobilitat per a envestir els vaixells cartaginesos. Prop de la meitat de la flota cartaginesa va ser destruïda o capturada. La resta només va ser salvada per un abrupte canvi en la direcció del vent, que van aprofitar per escapar dels romans.

## Conseqüències
Després de la seva decisiva victòria sobre l'armada cartaginesa, Lutaci va renovar el setge i va conquerir Lilibèon, escampant Hamílcar i al seu exèrcit a Sicília, entre les poques fortaleses que encara controlava Cartago. Sense recursos per construir una nova flota o per reforçar les tropes terrestres, Cartago va admetre la seva derrota i va signar un tractat de pau amb Roma, donant conclusió així a la Primera Guerra Púnica. Siracusa conservà la part oriental de l'illa i la resta formà la Província romana de Sicília, la primera fora de la península Itàlica.
Per celebrar la seva victòria, Lutaci va construir un temple en honor de Juturna al Camp de Mart.